# Жилгородок (Волосовський район)
Жилгородок (рос. Жилгородок) — селище у Волосовському районі Ленінградської області Російської Федерації.
Населення становить 276 осіб. Належить до муніципального утворення Клопицьке сільське поселення.

## Історія
Від 1 серпня 1927 року належить до Ленінградської області.

## Населення
| 1997 | 2007 | 2010 | 2017 |
| ---- | ---- | ---- | ---- |
| 239  | ↘238 | ↗244 | ↗276 |